# 七ヶ宿町

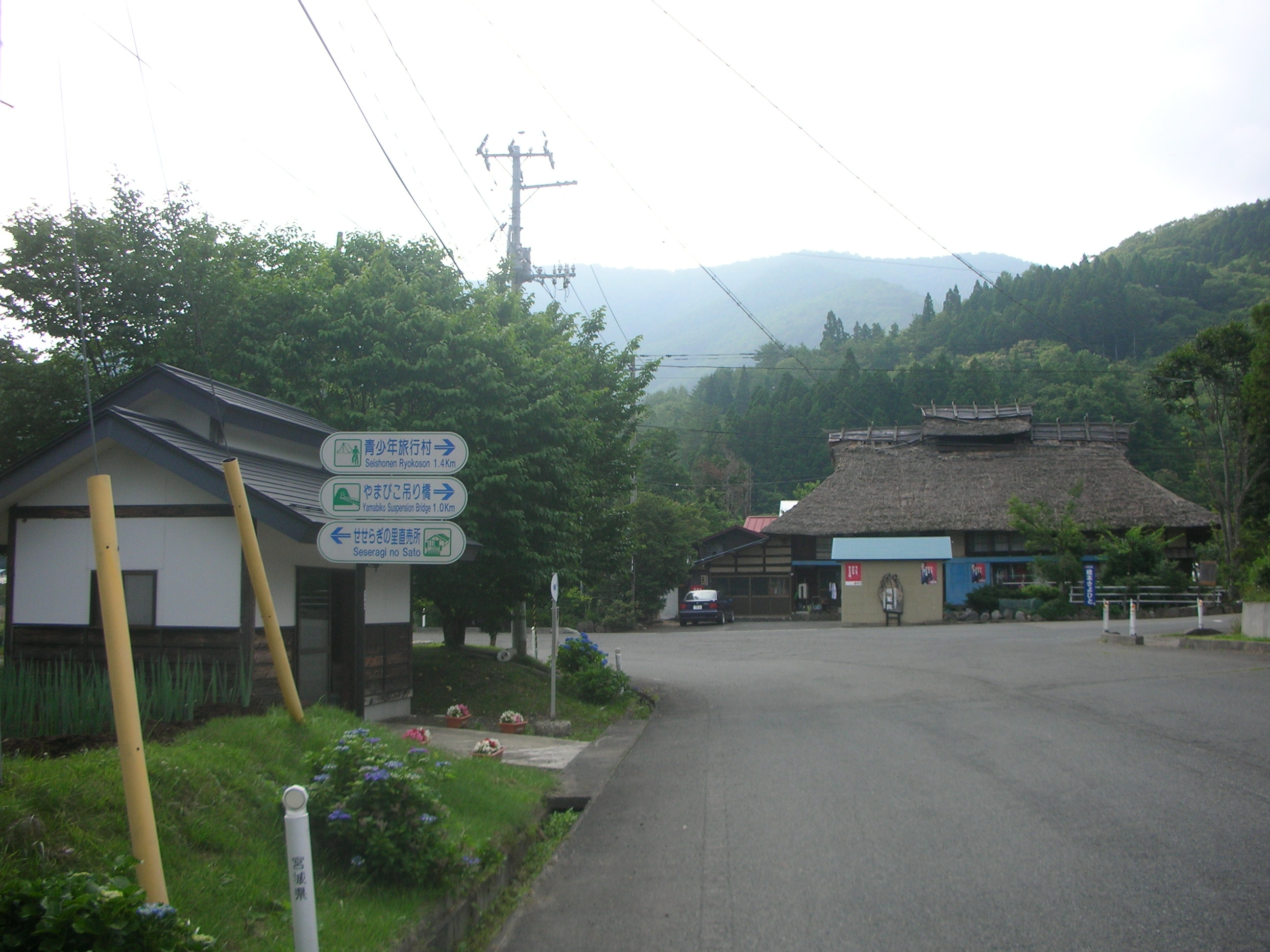
七ヶ宿町・茅葺の家

七ヶ宿町（しちかしゅくまち）は、宮城県南西部に位置し、刈田郡に属する町。宮城県南西端の奥羽山脈のほぼ中央に位置している。福島県と山形県に接する小さな町で蔵王連峰の南に位置している。可住地面積 (30.71km2) は、町の面積263km2の11.7%しかない、山がちな地形である。町域は七ヶ宿ダムの堤体の上流側（西側）に広がっており、国道113号沿いの白石川の河岸段丘上、および県道51号南蔵王七ヶ宿線沿いに主な集落がある。

## 概要
町名の由来は羽州街道（現・国道13号他）と奥州街道（現・国道4号）とを結ぶ街道「山中通小坂越」（山中七ヶ宿街道）沿いの仙台藩・陸奥国領内に七つの宿場（上戸沢、下戸沢、渡瀬、関、滑津、峠田、湯原）が置かれたことによる。この街道は白石川沿いに町を東西に貫いており、現在は国道113号となっている。国道399号沿いにある稲子地区は、仙台藩内の国境警備の場所であり、その足軽の子孫などが居住していた。江戸時代には奥羽をつなぐ重要なルートとして参勤交代にも用いられて賑わい、1887年（明治20年）12月15日の日本鉄道（現・JR・東北本線）・白石駅開業に伴って車馬の通行に供する道路整備がなされ、絶頂期を迎えた。
しかし10余年後の1899年（明治32年）5月15日、日本海側に直達する奥羽南線（現・JR奥羽本線の一部）の福島駅 - 米沢駅間が開業すると、わざわざ太平洋側の白石から奥羽山脈越えをする当街道の地位は急速に凋落した。なお、七ヶ宿ダム建設に伴う水没地区の158世帯637人が1982年（昭和57年）までにほぼ移転。1950年（昭和25年）に5,536名であった七ヶ宿町の人口は2005年（平成17年）には1,871人まで減少している。宮城県内では、大衡村（6000人弱）の人口を下回る1500人に満たない県内最小の自治体となった。また、高齢化率も県内最高の46.3％(2016年）となっている。ほか、町内に信号機は1交差点にしかない。
仙台市などの水がめになっている七ヶ宿ダムがあるほか、町内の横川地区には水路上に各戸が川端を立てて洗い物などを行う生活様式が残っており、その水流を利用して穀物の精米等を行うバッタリもみられる。このようなことから水の郷百選「水守の里・七ヶ宿」に認定されている。
観光地として七ヶ宿ダムのほか、滑津大滝や長老湖、みやぎ蔵王七ヶ宿スキー場などがある。

## 地理
宮城県南西部、蔵王連峰の麓に位置する町である。
- 山：蔵王連峰、舟引山、二ツ森山、番城山、フスベ山
- 河川：白石川
- 湖沼：長老湖
- ダム：七ヶ宿ダム

### 隣接している自治体
- 宮城県：白石市、刈田郡蔵王町
- 山形県：上山市、東置賜郡高畠町
- 福島県：福島市

### 七ヶ宿街道
七ヶ宿街道の宿場および峠を、地図に示す。

## 歴史
- 明治元年12月7日（1869年1月19日） - 刈田郡は磐城国の所属となる。
- 明治4年11月2日（1871年12月13日） - 平県の所属となる。
- 1876年（明治9年）8月21日 - 宮城県に移管される。
- 1889年（明治22年）4月1日 - 町村制の施行により、関村、渡瀬村、滑津村および湯原村の区域をもって、七ヶ宿村が発足する。
- 1957年（昭和32年）4月1日 - 町制施行して、七ヶ宿町となる。
- 1991年（平成3年）10月22日 - 七ヶ宿ダム竣工。

## 行政
- 町長：小関幸一（2014年9月24日就任、3期目）

## 経済

### 郵便局
- 七ヶ宿郵便局（集配局） ※読み方は町名と異なり「しちがしゅく」である。
- 湯原簡易郵便局[8][9][10]

### 金融機関
- 仙南信用金庫七ヶ宿支店（指定金融機関）
- みやぎ仙南農業協同組合七ヶ宿支店（収納代理金融機関）

## 地域

### 人口
| |                                          |  |
| 七ケ宿町と全国の年齢別人口分布（2005年） | 七ケ宿町の年齢・男女別人口分布（2005年） |  |
| ■紫色 ― 七ケ宿町 ■緑色 ― 日本全国 | ■青色 ― 男性 ■赤色 ― 女性                |  |
| 七ケ宿町（に相当する地域）の人口の推移 \| 1970年（昭和45年） \| 3,712人 \| \| \| 1975年（昭和50年） \| 3,207人 \| \| \| 1980年（昭和55年） \| 2,926人 \| \| \| 1985年（昭和60年） \| 2,543人 \| \| \| 1990年（平成2年） \| 2,208人 \| \| \| 1995年（平成7年） \| 2,174人 \| \| \| 2000年（平成12年） \| 2,034人 \| \| \| 2005年（平成17年） \| 1,871人 \| \| \| 2010年（平成22年） \| 1,694人 \| \| \| 2015年（平成27年） \| 1,461人 \| \| \| 2020年（令和2年） \| 1,262人 \| \| |                                          |  |
| 総務省統計局 国勢調査より |                                          |  |
| 1970年（昭和45年） | 3,712人                                  |  |
| 1975年（昭和50年） | 3,207人                                  |  |
| 1980年（昭和55年） | 2,926人                                  |  |
| 1985年（昭和60年） | 2,543人                                  |  |
| 1990年（平成2年） | 2,208人                                  |  |
| 1995年（平成7年） | 2,174人                                  |  |
| 2000年（平成12年） | 2,034人                                  |  |
| 2005年（平成17年） | 1,871人                                  |  |
| 2010年（平成22年） | 1,694人                                  |  |
| 2015年（平成27年） | 1,461人                                  |  |
| 2020年（令和2年） | 1,262人                                  |  |

### 健康
- 七ケ宿町国民健康保険診療所

### 教育

#### 高校
- 宮城県白石高等学校七ヶ宿校
- 西山学院高等学校

#### 中学校
- 七ヶ宿町立七ヶ宿中学校

#### 小学校
- 七ヶ宿町立七ヶ宿小学校

## 交通

### 鉄道
町内に鉄道路線は無い。最寄り駅は東北本線白石駅と東北新幹線白石蔵王駅。町西側地区の最寄り駅は、山形県の奥羽本線山形新幹線高畠駅となる。
白石駅・白石蔵王駅からは町営バスが運行されている。

### 道路
- 一般国道
  - 国道113号
  - 国道399号
- 都道府県道
  - 山形県道・宮城県道13号上山七ヶ宿線
  - 宮城県道51号南蔵王七ヶ宿線

### バス
- 七ヶ宿町町営バス - 白石市（白石市街地・白石駅・白石蔵王駅）と町を結ぶ七ヶ宿白石線、町内を結ぶ七ヶ宿街道線、七ヶ宿長老線の3路線。

## 名所・旧跡・観光スポット・祭事・催事
- 滑津大滝
- 長老湖
- 玉の木原水芭蕉群生地
- 不忘山
- 道の駅七ヶ宿

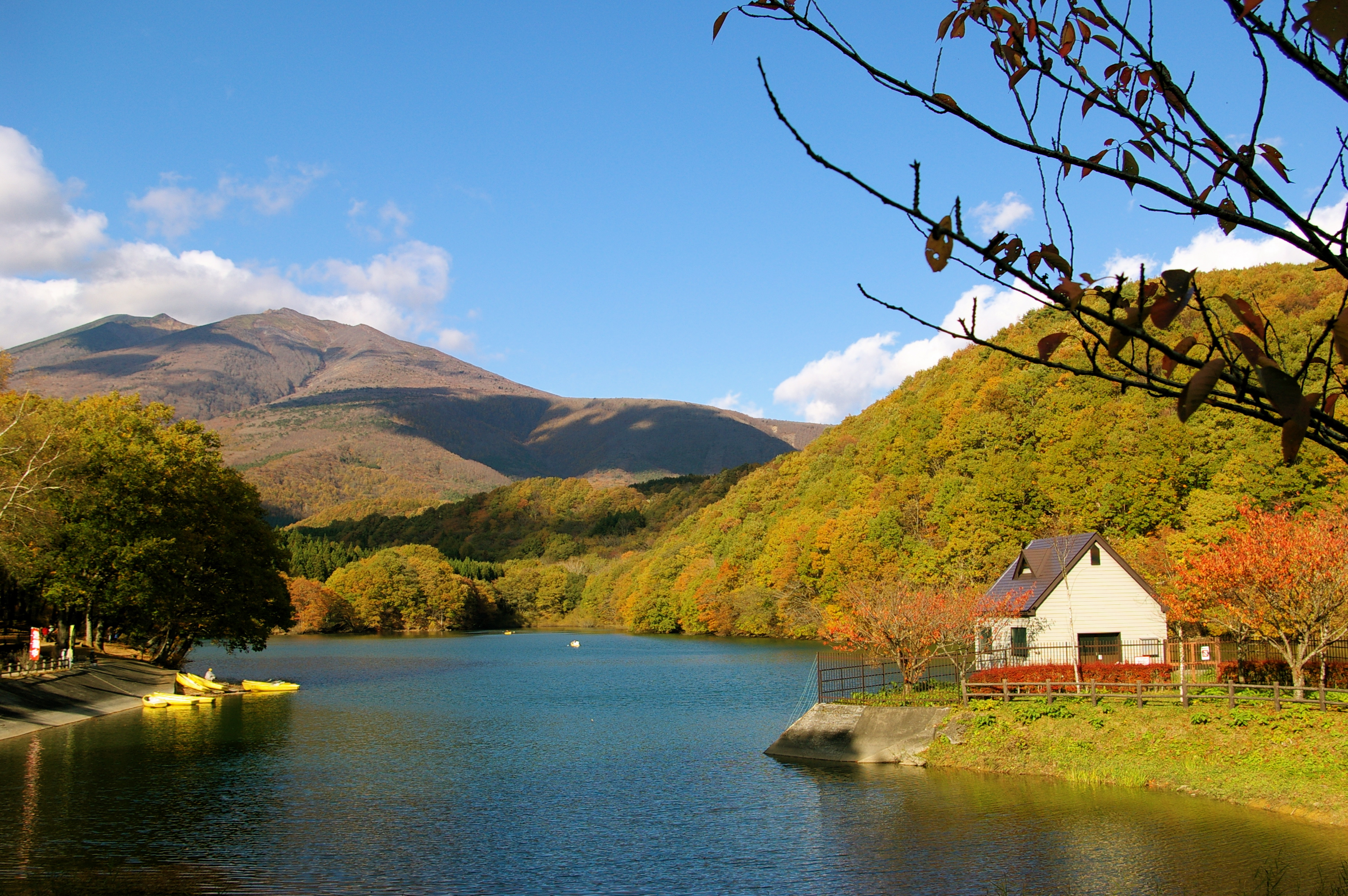
長老湖より不忘山を望む

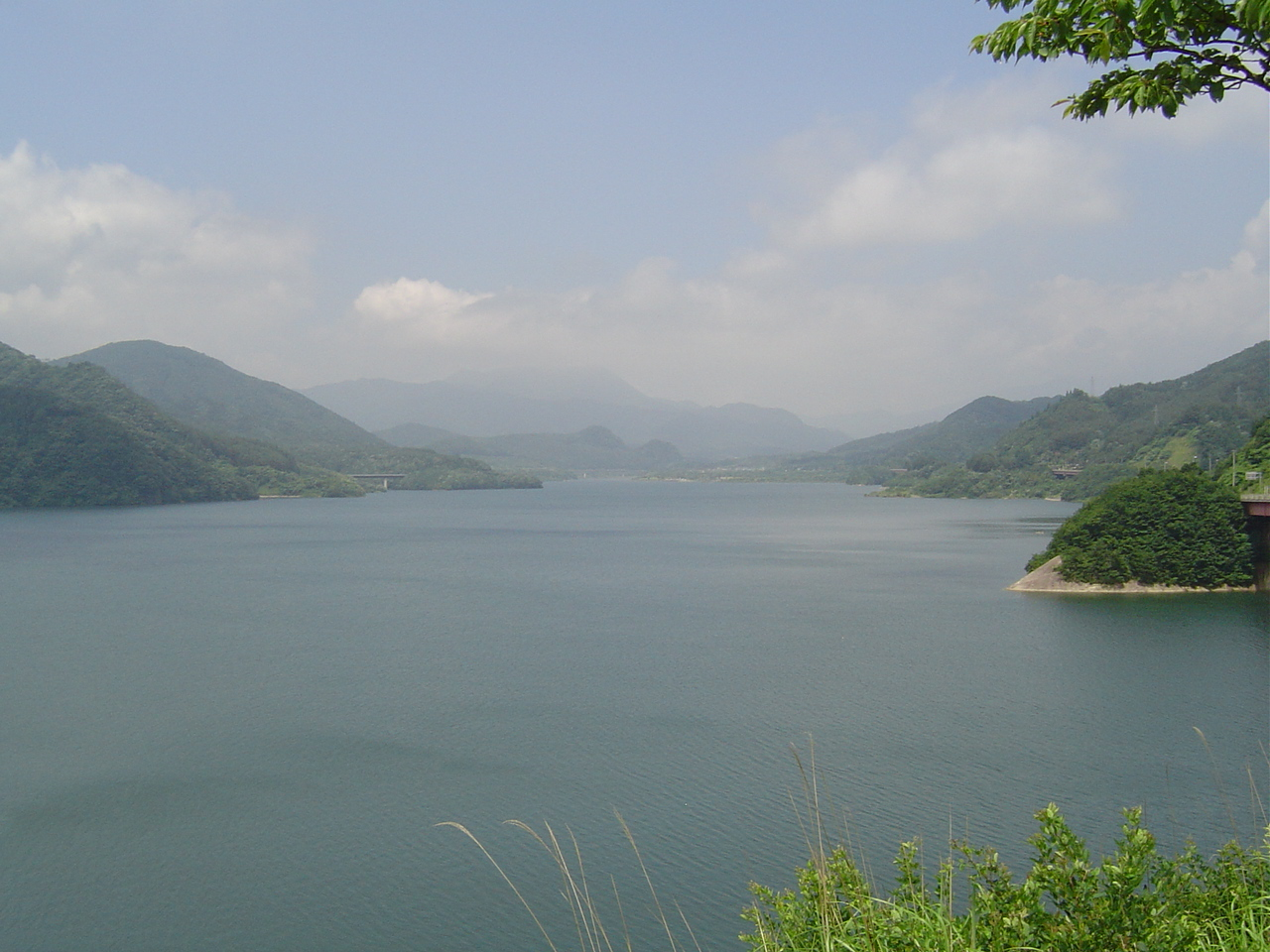
七ヶ宿湖

- 羽州街道の宿で残存の4か所（関宿[11]・滑津宿[12]・峠田宿[13]・湯原宿[14]）

- みやぎ蔵王七ヶ宿スキー場
- 南蔵王青少年旅行村
- 七ヶ宿ダム公園

### イベント
- わらじで歩こう七ヶ宿

## 著名な出身者
- 安藤太郎（住友不動産元社長、会長）
- 大葉亀之進（こけし工人）